# Џон О’Шеј
Џон Франсис О’Шеј (енгл. John Francis O'Shea; Вотерфорд, 30. април 1981) бивши је ирски професионални фудбалер.

## Каријера
Рођен у Вотерфорду, О’Шеј се са 17 година преселио у Манчестер. Сматра се за једног од најсвестранијих фудбалера Премијер лиге. За Манчестер је играо на свим позицијама, а у утакмици против Тотенхем хотспура био је присиљен да буде и голман. У Манчестеру је одиграо скоро 400 утакмица у свим такмичењима, са њим је освојио пет титула шампиона Премијер лиге, један ФА куп, три Лига купа, Лигу шампионе и Светско клупско првенство. У јулу 2011. године прешао је у Сандерленд.
О’Шеј је за Републику Ирску дебитовао 2001. против Хрватске и од тада је сакупио 100 наступа, постигавши три гола. Наступао је у врло контроверзној утакмици против Француске у баражу квалификација за Светско првенство 2010. године у Јужној Африци, а учествовао је на Европском првенству 2012. године.